# TT365
TT365 (Theban Tomb 365) è la sigla che identifica una delle Tombe dei Nobili ubicate nell'area della cosiddetta Necropoli Tebana, sulla sponda occidentale del Nilo dinanzi alla città di Luxor, in Egitto. Destinata a sepolture di nobili e funzionari connessi alle case regnanti, specie del Nuovo Regno, l'area venne sfruttata, come necropoli, fin dall'Antico Regno e, successivamente, sino al periodo Saitico (con la XXVI dinastia) e Tolemaico.

## Titolare
TT365 era la tomba di:
| Titolare  | Titolo                                                                                 | Necropoli | Dinastia/Periodo              | Note |
| --------- | -------------------------------------------------------------------------------------- | --------- | ----------------------------- | ---- |
| Nefermenu | Sovrintendente ai produttori di parrucche di Amon in Karnak; Scriba del tesoro di Amon | El-Khokha | XVIII dinastia (Thutmosi III) |      |

## Biografia
Unica notizia biografica ricavabile: il nome della moglie, Amenhotep.

## La tomba
La tomba, che non venne mai ultimata e della quale venne forse solo realizzato il corridoio di accesso, pur essendo verosimilmente la più antica talché il cortile era di sua pertinenza, è oggi praticamente inesistente aprendosi, a nord, nel cortile da cui si accede anche le TT178 e TT296; questo è stato, in tempi recenti, oggetto di restauro per consolidamento dei muri che si sono sovrapposti alle più antiche strutture in alcuni casi distruggendole. Della TT365 resta solo un pozzo mai ultimato. Su uno stipite di accesso alla tomba il defunto in adorazione di una divinità (forse Amon) volutamente martellato verosimilmente nel periodo iconoclasta dell'eresia amarniana; sull'altro il defunto in offertorio al cartiglio di Thutmosi III. Alcune scene, forse del defunto seduto, sono state asportate non si sa se per furti d'arte avvenuti nell'antichità o per eseguire lavori di riattamento delle tombe successive.

### Annotazioni
1. ↑  La numerazione dei locali e delle pareti segue quella di Porter e Moss 1927, p. 370.
2. ↑  La prima numerazione delle tombe, dalla numero 1 alla 252, risale al 1913 con l'edizione del "Topographical Catalogue of the Private Tombs of Thebes" di Alan Gardiner e Arthur Weigall. Le tombe erano numerate in ordine di scoperta e non geografico; ugualmente in ordine cronologico di scoperta sono le tombe dalla 253 in poi.
3. ↑  I campi della Duat, ovvero l'aldilà egizio, si trovavano, secondo le credenze, proprio sulla riva occidentale del grande fiume.
4. ↑  Nella sua epoca di utilizzo, l'area era nota come "Quella di fronte al suo Signore" (con riferimento alla riva orientale, dove si trovavano le strutture dei Palazzi di residenza dei re e i templi dei principali dei) o, più semplicemente, "Occidente di Tebe".
5. ↑  le Tombe dei Nobili, benché raggruppate in un'unica area, sono di fatto distribuite su più necropoli distinte.
6. ↑  Le note, sovente di inquadramento topografico della tomba, sono tratte, fino alla TT252, dal "Topographical Catalogue" di Gardiner e Weigall, ed. 1913 e fanno perciò riferimento alla situazione dell'epoca.

### Fonti
1. ↑  Gardiner e Weigall 1913.
2. ↑  Donadoni 1999,  p. 115.
3. ↑  Porter e Moss 1927, p. 427.
4. 1 2  Porter e Moss 1927,  p. 427.